# The Echo (nachtclub)
The Echo is een muziekpodium en nachtclub, gelegen in de wijk Echo Park in Los Angeles in de Amerikaanse staat Californië. De zaal staat ook bekend om de punkrock-shows, die lange rijen fans aantrekken.

## Geschiedenis
The Echo werd geopend in 2001. Daarvoor werd de ruimte gebruikt als een restaurant en een nachtclub met Latijns-Amerikaanse thema's. De voorkant van het gebouw draagt nog steeds de oorspronkelijke naam Nayarit.
In 2019 werd aangekondigd dat Spaceland Productions, die eigenaar en exploitant was van The Echo, The Echoplex, en andere podia werd verkocht aan Live Nation Entertainment.

## Noemenswaardige artiesten

### Individueel
- Beck
- Bennett Coast
- Billie Eilish
- Casiotone for the Painfully Alone
- Cold Cave
- Daedelus
- Dntel
- George Ellias
- Lady Sovereign
- Maria Taylor
- Nite Jewel
- John Vanderslice
- Jesse Rutherford
- St. Vincent

### Groepen
- Air Traffic
- The Airborne Toxic Event
- An Albatross
- Autolux
- Bad Religion
- Band of Horses
- The Decemberists
- Deerhoof
- The Elected
- FIDLAR
- Fool's Gold
- Foster the People
- GoGoGo Airheart
- Gravy Train!!!!
- Jenny Lewis with the Watson Twins
- Lucero
- LCD Soundsystem
- I Love You but I've Chosen Darkness
- I See Hawks in L.A.
- Pixies
- Psapp
- Rancid
- Say Hi
- Spiritualized
- Thao & The Get Down Stay Down
- The Blasters
- The Subhumans
- The Violet Lights
- Warbly Jets
- Wolf Eyes